# Marie-Frédérique de Hesse-Cassel
Marie-Frédérique de Hesse-Cassel (14 septembre 1768, Hanau – 17 avril 1839, Hanau) est un membre de la Maison de Hesse par le mariage princesse puis duchesse d'Anhalt-Bernbourg. 
Elle est la fille de Guillaume IX de Hesse, et de son épouse, la princesse Wilhelmine-Caroline de Danemark.

## Biographie
Le 29 novembre 1794, elle épouse Alexis-Frédéric-Christian d'Anhalt-Bernbourg. Ils ont quatre enfants, dont deux seulement sont arrivés à l'âge adulte: 
1. Catherine Wilhelmine (Cassel, 1er janvier 1796 - Cassel, 24 février 1796).
2. Wilhelmine-Louise d'Anhalt-Bernbourg (Ballenstedt, 30 octobre 1799 - Schloss Eller, 9 décembre 1882), mariée le 21 novembre 1817 à Frédéric de Prusse, petit-fils du roi Frédéric-Guillaume II de Prusse et demi-frère du roi Georges V de Hanovre. Elle est la mère du prince George de Prusse.
3. Frédéric Amadeus d'Anhalt-Bernbourg (Ballenstedt, 19 avril 1801 - Ballenstedt, 24 mai 1801).
4. Alexandre-Charles d'Anhalt-Bernbourg (Ballenstedt, 2 mars 1805 - Hoym, 19 août 1863).

Peu de temps après son mariage, Marie Frédérique a montré des signes de maladie mentale, (une maladie dont finalement ses deux enfants survivants ont hérité), ce qui conduit à des incohérences dans la cour de Bernbourg. Son mari a obtenu un divorce, le 6 août 1817. L'ancienne duchesse revient dans sa patrie, Hanau. 
De 1819 à 1824, Marie Hassenpflug fut dame de compagnie de la duchesse et son mari fut chambellan de la duchesse.    
À sa mort, elle est enterrée le 22 avril 1839 à la Marienkirche de Hanau (puis une église Réformée).

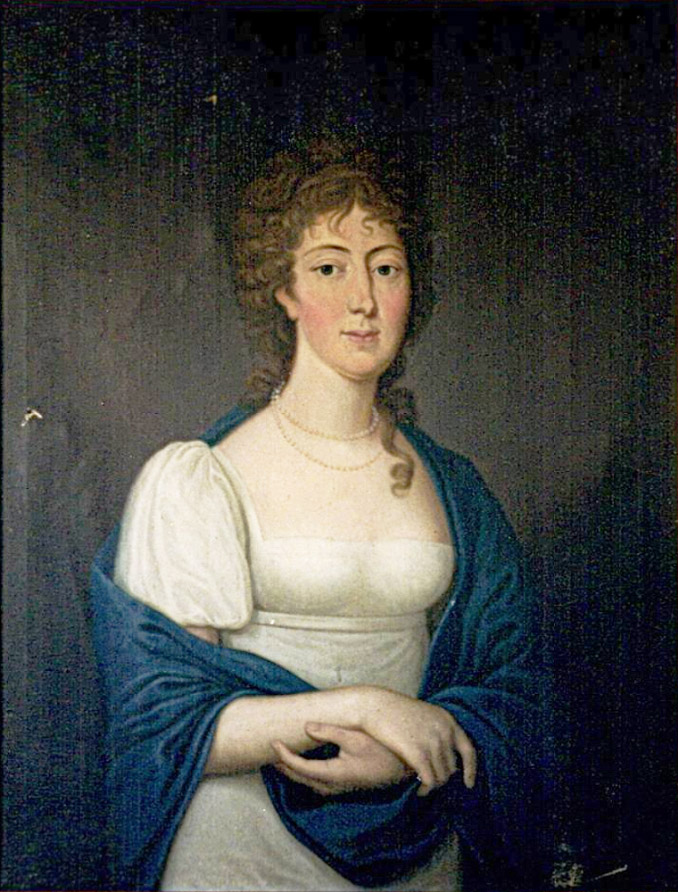
Marie-Frédérique de Hesse-Cassel (1768)